# Strike the Match
Strike the Match è il primo singolo estratto da I Am, terzo album del trio tedesco Monrose, pubblicato il 6 giugno 2008. La première è stata fatta il 23 maggio 2008 sulla radio tedesca Planet Radio. Il gruppo si è esibito con la canzone nell'episodio finale della terza serie del programma Germany's Next Topmodel il 5 giugno.

## Video musicale
Il video di Strike the Match è stato girato nell'aprile 2008, in Germania. La première è stata fatta il 29 maggio 2008 sul canale musicale tedesco VIVA.

## Classifiche
| Classifica (2008)        | Posizione massima |
| ------------------------ | ----------------- |
| Austrian Singles Chart   | 16                |
| Euro 200                 | 27                |
| European Hot 100         | 34                |
| German Singles Chart     | 10                |
| Lithuanian Airplay Chart | 19                |
| Swiss Singles Chart      | 11                |

| German Singles Chart | German Singles Chart | German Singles Chart | German Singles Chart | German Singles Chart | German Singles Chart | German Singles Chart | German Singles Chart | German Singles Chart | German Singles Chart | German Singles Chart | German Singles Chart |
| Settimana            | 01                   | 02                   | 03                   | 04                   | 05                   | 06                   | 07                   | 08                   | 09                   | 10                   |                      |
| -------------------- | -------------------- | -------------------- | -------------------- | -------------------- | -------------------- | -------------------- | -------------------- | -------------------- | -------------------- | -------------------- | -------------------- |
| Posizione            | 10                   | 11                   | 14                   | 19                   | 23                   | 26                   | 32                   | 43                   | 53                   | 66                   |                      |

| Swiss Singles Chart | Swiss Singles Chart | Swiss Singles Chart | Swiss Singles Chart | Swiss Singles Chart | Swiss Singles Chart | Swiss Singles Chart | Swiss Singles Chart | Swiss Singles Chart | Swiss Singles Chart | Swiss Singles Chart | Swiss Singles Chart | Swiss Singles Chart |
| Settimana           | 01                  | 02                  | 03                  | 04                  | 05                  | 06                  | 07                  | 08                  | 09                  | 10                  | 11                  | 12                  |
| ------------------- | ------------------- | ------------------- | ------------------- | ------------------- | ------------------- | ------------------- | ------------------- | ------------------- | ------------------- | ------------------- | ------------------- | ------------------- |
| Posizione           | 11                  | 23                  | 20                  | 19                  | 22                  | 27                  | 25                  | 37                  | 42                  | 68                  | 85                  | 97                  |

| Posizione | 16 | 24 | 18 | 16 | 20 | 34 | 34 | 47 | 54 | 61 |

## Formati e tracce

### CD Maxi
1. "Strike the Match" - 2.55
2. "After Making Love" - 4.30
3. "Strike the Match" (Instrumental) - 2.54

### CD singolo (2 canzoni)
1. "Strike the Match" - 2.55
2. "Strike the Match" (Instrumental) - 2.54